# منتخب بورتوريكو تحت 17 سنة لكرة القدم
منتخب بورتوريكو تحت 17 سنة لكرة القدم هو ممثل بورتوريكو الرسمي في المنافسات الدولية في كرة القدم تحت 17 سنة.